# Pandino
Pandino (lombardul: Pandì) település Olaszországban, Lombardia régióban, Cremona megyében. Lakosainak száma 8856 fő (2023. január 1.). Pandino Dovera, Monte Cremasco, Palazzo Pignano, Spino d’Adda, Agnadello és Rivolta d’Adda községekkel határos.

## Híres graffignanaiak
- Egidio Miragoli (1955), Mondovì püspöke (2017)

## Népesség
A település lakossága az elmúlt években az alábbi módon változott:
| Lakosok száma | 8990 | 9015 | 9035 | 8856 |
|               | 2013 | 2017 | 2018 | 2023 |

## Testvérvárosok
- Saint-Denis-en-Val, Franciaország (2001)